# Absorptionskyla

1: värmare 2: separationskammare 3: retur av vatten med låg ammoniak-koncentration 4: ammoniak kondenserar 5: rör för tryckutjämning 6: flytande ammoniak 7: förångare 8: ammoniak retur 9: absorbtionstank (vatten absorberar ammoniak)

Absorbtionskyla är ett kylsystem som drivs med värme istället för med mekanisk energi som i en vanlig värmepump. Systemet kräver därför inga rörliga delar.
Tekniken var per 2020 störst i Sverige på produktion av fjärrkyla.